# Kamienica przy ulicy Słowackiego 53 w Katowicach
Kamienica przy ulicy Juliusza Słowackiego 53 w Katowicach – narożna kamienica mieszkalna w Katowicach, położona przy ulicy J. Słowackiego 53 i ulicy J. Matejki 8 w Katowicach w dzielnicy Śródmieście, istniejąca w latach 1897–2014. Była ona zaprojektowana przez Roberta Czieslika w stylu historyzmu z elementami modernizmu.

## Historia

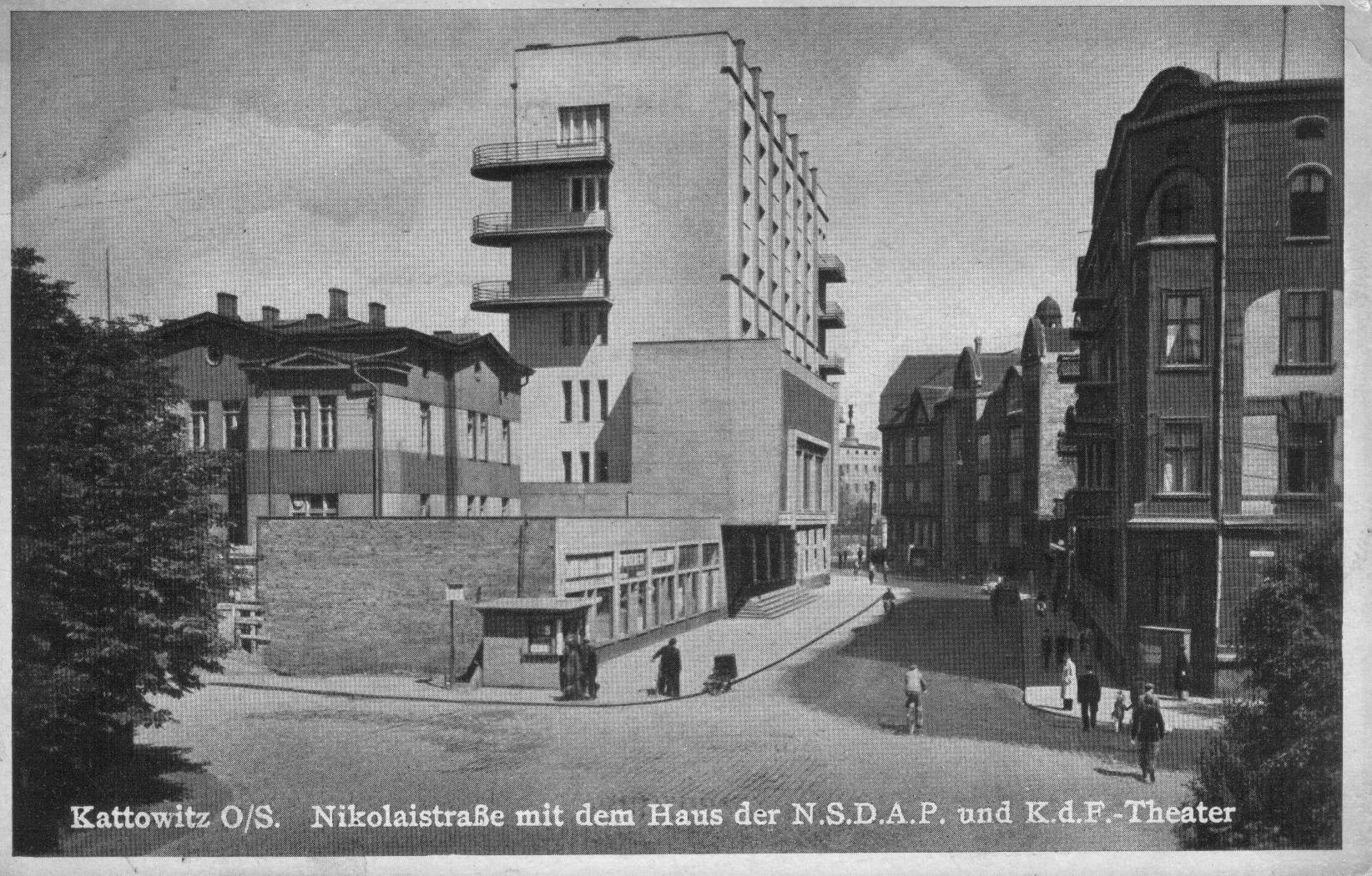
Pocztówka wydana w okresie II wojny światowej; po prawej stronie widoczna część kamienicy od strony ulicy J. Matejki

Kamienica została wzniesiona w 1897 roku w pobliżu linii kolejowej Katowice – Wrocław, a projekt budynku opracował Robert Czieslik.
Po II wojnie światowej kamienica znalazła się w zarządzie miasta. W 1998 roku została ona zakupiona przez Jerzego Seiferta, a z biegiem czasu stan techniczny budynku się pogarszał w związku z nieuregulowanym stanem prawnym nieruchomości. Wyeksmitowano z kamienicy lokatorów, lecz jako, że nie utracili oni tytułów prawnych do lokali, nie można było zamknąć całej kamienicy, przez co stała się miejscem przebywania m.in. bezdomnych. Sam Seifert twierdził, iż poprzedni właściciele wyjechali za granicę po II wojnie światowej, otrzymali za nieruchomość odszkodowanie i przez co powinna była ona przejść do Skarbu Państwa, lecz urzędnicy nie wpisali tego faktu w księgach wieczystych.
Na początku października 2012 roku w opuszczonej wówczas kamienicy zapadł się strop, a jeszcze w tym samym miesiącu, 29 października Powiatowy Inspektor Nadzoru Budowlanego w Katowicach wydał nakaz wyburzenia budynku. Na jego też wniosek 5 grudnia 2013 roku zamknięto ulicę J. Matejki z obawy przez możliwym upadkiem elementów zrujnowanej kamienicy z powodu trwającego wówczas orkanu Ksawery. W tym też okresie podjęto decyzję o częściowej rozbiórce budynku, która zapadła podczas spotkania wicewojewody Piotra Spyry oraz prezydenta Katowic Piotra Uszoka.
Ulica ta pozostawała zamknięta aż do czasu wyburzenia budynku, którą zajął się wojewoda śląski. Pierwotnie planowano, że firma wyburzeniowa miała zdjąć jedynie dach i jego elementy, a po zakończeniu tych prac właściciel miał wykonać nałożony na niego przez katowicki PINB nakaz rozbiórki kamienicy, który obowiązywał do końca 2013 roku. Ostateczne podjęto decyzję o jednoczesnej rozbiórce całego budynku, o czym poinformował prezydent Katowic Piotr Uszok 18 grudnia 2013 roku, gdyż stan techniczny nie pozwalał na częściową rozbiórką budynku.
Rozbiórka kamienicy miała się rozpocząć 20 grudnia 2013 roku, lecz prace te jeszcze nie uszyły. W międzyczasie właściciel kamienicy pokazał wstępną koncepcję biurowca, który miał stanąć w miejscu kamienicy. Ostatecznie rozbiórka kamienicy Seiferta rozpoczęła się 28 grudnia 2013 roku, a 10 stycznia 2014 roku zakończyły się prace rozbiórkowe. Jeszcze tego samego dnia przywrócono przejezdność wzdłuż sąsiadującej z budynkiem ulicy J. Matejki. Koszt wyburzenia budynku wyniósł blisko 250 tys. złotych. Prace te sfinansowano z publicznych środków, a koszty te miały przejść na Seiferta.
Katowicki PINB wszczął wobec Jerzego Seiferta postępowanie w sprawie dokończenia rozbiórki budynku (fundamentów) oraz usunięcia gruzu. Właściciel nieruchomości złożył na przełomie stycznia i lutego 2014 roku wniosek o wydłużenie terminu rozbiórki do końca maja 2014 roku. Działka po kamienicy została odgruzowana do połowy marca 2014 roku.
Po kamienicy pozostała pusta działka, zamknięta z dwóch stron ścianami bocznymi sąsiednich kamienic. Obie zostały zagospodarowane pod wielkoformatowe reklamy operowane przez Jerzego Seiferta. Pierwsza z nich pojawiła się w połowie października 2014 roku.

## Charakterystyka

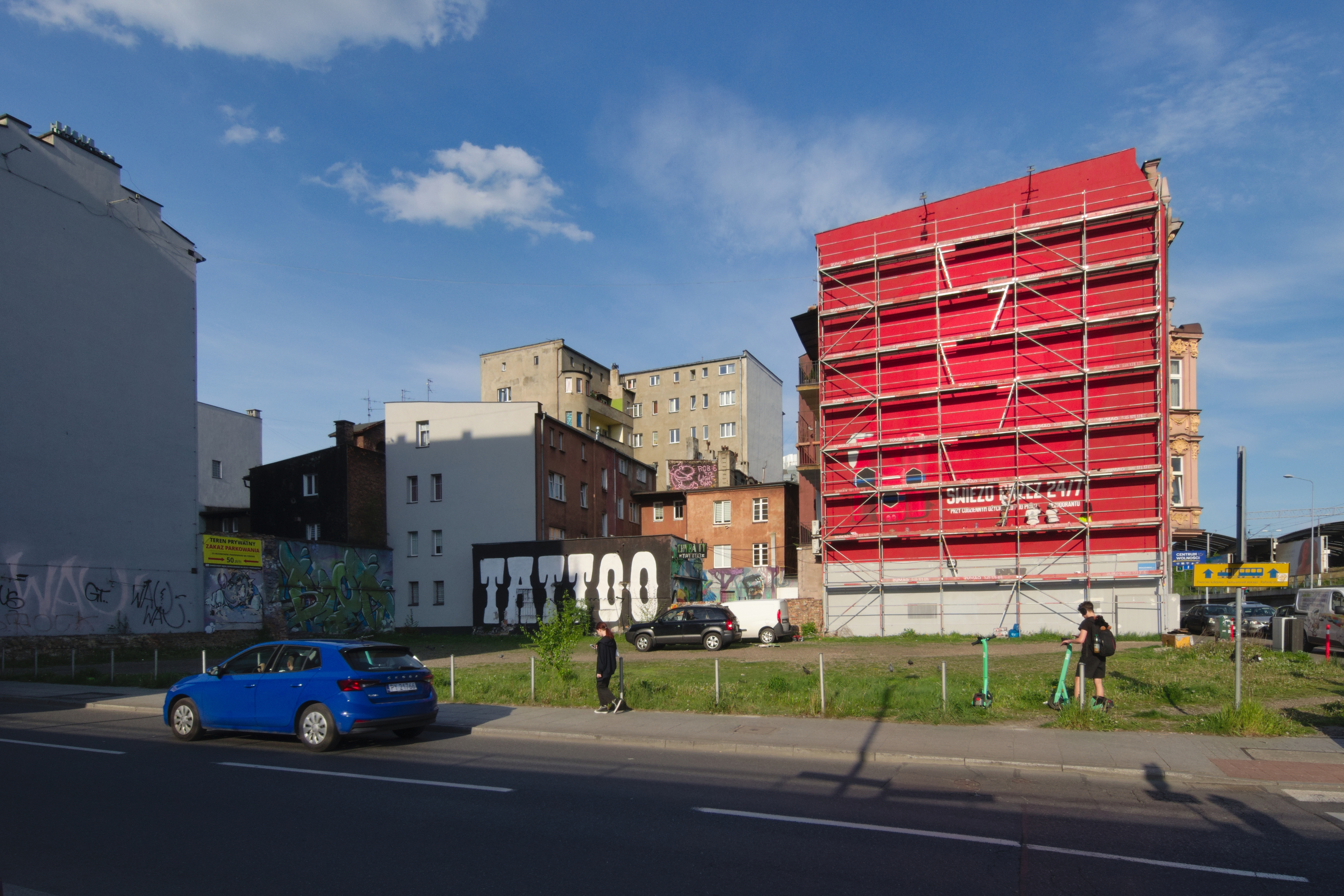
Miejsce po wyburzonej kamienicy (2023)

Kamienica mieszkalna znajdowała się w narożniku ulic J. Słowackiego 53 i J. Matejki 8 w Katowicach, na obszarze dzielnicy Śródmieście, narożniku pierzei zwartej zabudowy ulicy. Był to budynek murowany z cegły, powstały na planie w kształcie litery „L”, zwieńczony dachem dwuspadowym. Wraz ze strychem liczyła ona 5 kondygnacji nadziemnych i 1 podziemną (suterena).
Kamienica architektonicznie reprezentowała styl historyzmu z elementami modernizmu. Elewacja kamienicy zarówno od strony ulicy J. Słowackiego, jak i od ulicy J. Matejki była ujednolicona, odpowiednio siedmio- i czternastoosiowa. Parter był potynkowany, kondygnacje od drugiej do piątej częściowo potynkowane i oblicowane cegłą, a czego tynkowe elementy były dodatkowo boniowane. Elewacja była artykułowana ramowo, ze zdobieniami o motywach roślinnych i geometrycznych. Narożnik kamienicy był ścięty i na nim znajdował się wykusz o przekroju trójkątnym, sięgający od drugiej do trzeciej kondygnacji. Na elewacji znajdowały się też balkony.
Otwory okienne kamienicy były prostokątne, na czwartej i piątej kondygnacji zakończone łukiem odcinkowym, w opaskach tynkowych, a okna drugiej kondygnacji zwieńczone były trójkątnymi naczółkami. Stolarka okienna była czterokwaterowa, ze ślemieniem. W maju 1993 roku zachowało się ok. 70% oryginalnej stolarki okiennej, a także znajdowała się oryginalna brama wejściowa i stolarka drzwiowa.
Sień kamienicy od strony ulicy J. Słowackiego miała oryginalną, lastrykową posadzkę. Na klatce schodowej znajdowały się drewniane dwubiegowe schody z balustradą tralkową. W sieni do strony ulicy J. Matejki w 1993 roku zachowany był sufit z fasetą zdobiony stiukową dekoracją roślinną, a schody były analogiczne do tych od strony ulicy J. Słowackiego. Brama przejazdowa była pozbawiona wystroju.